# ライアン・ホリングスヘッド
ライアン・ホリングスヘッド（Ryan Hollingshead、1991年4月16日 - ）は、アメリカ合衆国出身のサッカー選手。ロサンゼルスFC所属。ポジションはDF。

## 経歴
2013年、MLSスーパードラフトの2巡目でFCダラスに指名されたが、彼は弟がサクラメントに教会を建てるのを手伝ったり、ハイチで孤児院の慈善活動をして過ごすために、受けないことを選択した。
しかし同年12月9日、FCダラスとプロ契約を交わした。複数のポジション、主に左右のフルバックまたはウィングとしてプレーできる選手として地位を確立した。
2017年1月6日、立ち往生している運転手を助けるために停車していた彼は、凍結により衝突にした自動車に衝突し、30フィート上空に打ち上げられた。この衝突により、首の椎骨を3つ骨折した。
2022年2月10日、ロサンゼルスFCに移籍することが発表された。

## タイトル
FCダラス
- サポーターズ・シールド：2016
- USオープンカップ：2016

ロサンゼルスFC
- MLSカップ：2022
- サポーターズ・シールド：2022